# Calcium-48
Calcium-48 of 48Ca is een onstabiele radioactieve isotoop van calcium, een aardalkalimetaal. De abundantie van calcium-48 op Aarde bedraagt 0,187%.
Calcium-48 ontstaat onder meer bij het radioactief verval van kalium-48 en kalium-49.

## Radioactief verval
Calcium-48 vervalt gedeeltelijk door dubbel bètaverval tot de stabiele isotoop titanium-48 (de vervalenergie bedraagt 4273,6 keV). Het is daarmee de lichtste bekende kern die tot dubbel bètaverval in staat is.
Het andere gedeelte vervalt door bètaverval naar scandium-48 (dat verder vervalt tot titanium-48):
{\displaystyle {\ce {{^{48}_{20}Ca}->{^{48}_{21}Sc}+{e^{-}}+{\bar {\nu }}_{e}}}}
De halveringstijd van het verval is extreem groot: 5,39 × 1019 jaar. De facto kan deze isotoop eveneens als stabiel worden beschouwd, omdat de halveringstijd miljarden malen groter is dan de leeftijd van het universum.
34Ca · 35Ca · 36Ca · 37Ca · 38Ca · 39Ca · 40Ca · 41Ca · 42Ca · 43Ca · 44Ca · 45Ca · 46Ca · 47Ca · 48Ca · 49Ca · 50Ca · 51Ca · 52Ca · 53Ca · 54Ca · 55Ca · 56Ca · 57Ca · 58Ca · 59Ca · 60Ca